# Văn Tư Minh Vương
Văn Tư Minh Vương (mất 519, trị vì 491–519) là vị quốc vương thứ 21 của Cao Câu Ly. Ông là cháu trai của Trường Thọ Vương (413–490). Mặc dù phụ thân của ông là Cổ Trâu Đại Gia Trợ Đa (고추대가 조다, 古鄒大加 助多, Gochudaega Joda) đã được Trường Thọ Vương phong làm thế tử song Trợ Đa đã mất trước khi có thể kế vị.

## Tiểu sử
Văn Tư Minh Vương lên ngôi vào năm 491, Cao Câu Ly đã dời kinh đô của mình từ vùng đất Tập An hiện nay nằm bên thượng lưu sông Áp Lục đến Bình Nhưỡng. Việc di dời này diễn ra trong bối cảnh có sự kình định căng thẳng với hai vương quốc còn lại của Tam Quốc Triều Tiên là Tân La và Bách Tế.
Văn Tư Minh Vương duy trì mối quan hệ gần gũi với nhiều triều đại khác nhau tại Trung Quốc, nổi lên sau sự sụp đổ của nhà Hán, đáng chú ý trong số này là Bắc Ngụy, Nam Tề, và Lương, nhận sắc phong từ các chính thể này, trong khi tiếp tục chính sách đối đầu hung hãn với Bách Tế và Tân La ở phía nam.
Sách sử Triều Tiên thế kỷ 12 là Tam quốc sử ký (Samguk Sagi) đã thuật lại rằng những tàn dư của Phù Dư Quốc đã quy phục Cao Câu Ly vào năm 494 sau khi họ thất bại trước người Mạt Hạt. Đầu thế kỷ thứ 6, Cao Câu Ly dưới thời trị vì của Văn Tư Minh Vương cũng đã cảm nhận được áp lực từ các cuộc xâm lược của Mạt Hạt, Tân La và Bách Tế.
Năm 498, ông cho xây dựng ngôi chùa Kim Cương tự (Geumgangsa). Kế vị Văn Tư Minh Vương là người con cả Hưng An.